# Зінциг
Зінциг (нім. Sinzig) — місто в Німеччині, розташоване в землі Рейнланд-Пфальц. Входить до складу району Арвайлер.
Площа — 41,02 км2. Населення становить 17 642 ос. (станом на 31 грудня 2020).